# Fuselage Styling
Als Fuselage Styling bezeichnete der US-amerikanische Fahrzeughersteller Chrysler ein Designkonzept, das er in den Jahren 1969 bis 1973 konzernweit bei seinen Full-Size-Automobilen verwirklichte. Der Begriff bezieht sich auf einen Flugzeugrumpf (engl.: Fuselage), dessen Form nach Werbeaussagen die Gestaltung der betreffenden Chrysler-Modelle beeinflusst haben soll. Das Designkonzept wurde in dieser Form von keinem anderen Automobilhersteller übernommen.

## Konzept

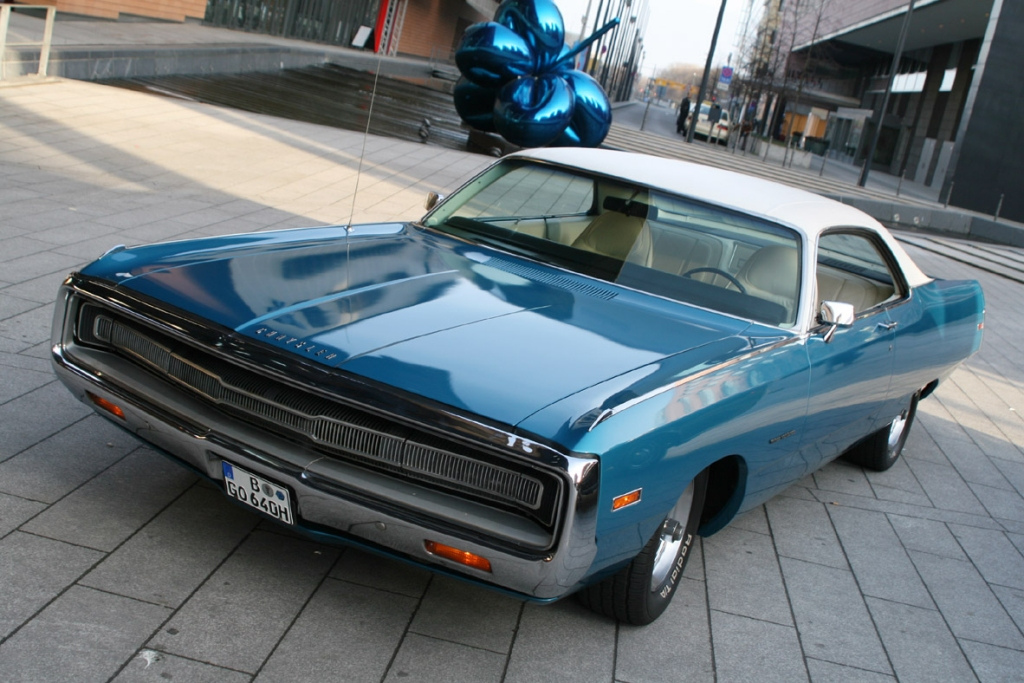
Chrysler 300 (1971)

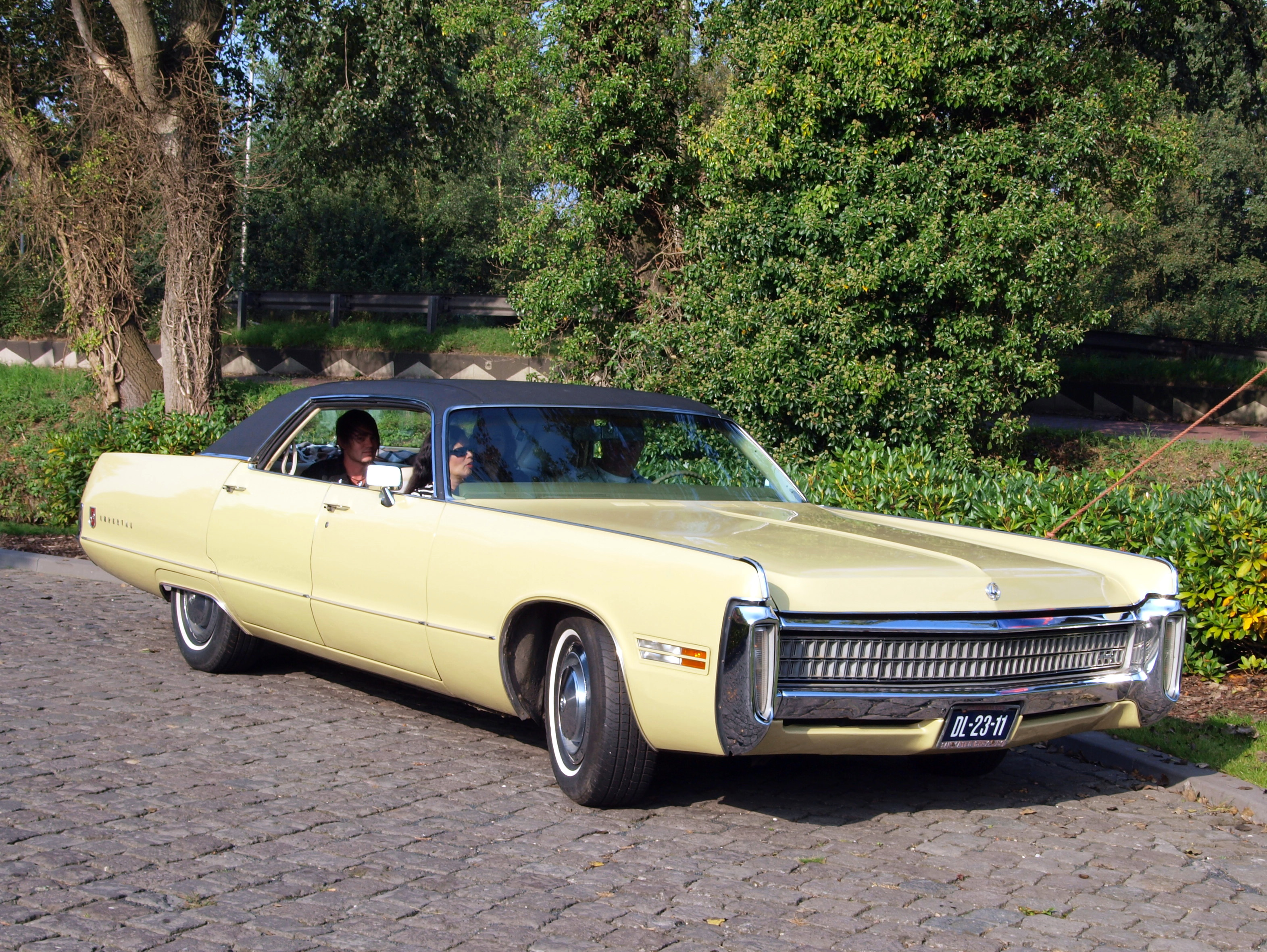
Gewölbte Wagenflanken, wenig seitlicher Schmuck: Imperial LeBaron (1972)

Flugzeugrumpf (Boeing 737-700)

Das Fuselage Styling erschien im Herbst 1968 bei allen neuen Oberklassemodellen des Chrysler-Konzerns, zu dem neben der Marke Chrysler auch Dodge, Imperial und Plymouth gehörten. Nach vierjähriger Produktionszeit hatte Chrysler seine bisherigen Spitzenmodelle auslaufen lassen. Die neue Generation des Modelljahrs 1969 basierte technisch nach wie vor auf der konzernweit verwendeten C-Plattform, war aber äußerlich komplett neu gestaltet worden. Die Chrysler-Designer setzten bei ihren Entwürfen das Flugzeug-Thema um, das – wie schon im Fall des Hundred Million Dollar Look (1955 und 1956) sowie des Forward Look (1957 bis 1960) – zum Zweck der Verkaufsförderung mit einem schlagkräftigen assoziativen Begriff verbunden wurde. Die Fuselage-Modelle waren größer und schwerer als ihre Vorgänger; speziell die Fahrzeuge von Imperial waren die bis dahin längsten Standardmodelle der US-amerikanischen Nachkriegszeit.
Das Fuselage-Konzept wurde von Elwood Engel entwickelt, der seit 1962 Chryslers Designchef war. Wesentliches Merkmal des Fuselage Designs waren leicht konvex gestaltete, das heißt nach außen gewölbte Fahrzeugflanken. Sicken und Knicke in den Blechpartien verliefen vor allem in waagerechter Richtung, sodass sie den Eindruck der Länge noch verstärkten. Die Gürtellinie lag im Vergleich zu den Vorgängermodellen und auch zu den Fahrzeugen anderer Hersteller außergewöhnlich hoch; dadurch wurden die Blechpartien der Kotflügel und Türen betont. Im Vergleich dazu waren die Dimensionen der Glasflächen reduziert. Sie standen damit im Gegensatz zu den ebenfalls von Engel gestalteten Vorgängermodellen der Jahrgänge 1965 bis 1968, deren Design wegen des umfangreich verglasten Aufbaus und der dünnen Fahrzeugsäulen auch als Glasshouse Look bezeichnet wurde. Die etwas zurückversetzten Seitenfenster der Fuselage-Modelle waren ebenso wie die Karosserie leicht gewölbt. Wie bei einem Flugzeugrumpf sollte die Fahrzeugkarosserie als optische Einheit wahrgenommen werden. Mit Ausnahme der Rückspiegel und der Türgriffe gab es keine Komponenten, die über den Fahrzeugkörper hinausragten. Die Stoßstangen waren vorn und hinten in die Karosserie integriert; sie umliefen in verschiedenen Variationen die gesamte Fahrzeugfront.
Bei unverändertem Konzept wichen die unterschiedlichen Modelle der Marken Chrysler, Dodge, Plymouth und Imperial in Details der Front- und Heckgestaltung voneinander ab. So hatten einige Modelle runde Doppelscheinwerfer, die in die Kühlerverkleidung eingelassen waren. Bei anderen Modellen waren die Scheinwerfer hinter Abdeckungen verborgen, die beim Einschalten des Lichts hochklappten (bzw. bei dem Dodge Monaco von 1972 und 1973 herunterklappten). Auf diese Weise wurde das Kühlergitter bei ausgeschaltetem Licht optisch verbreitert. Die Chrysler-Designer änderten darüber hinaus bei jeder Marke jährlich die Frontmasken.
Das Fuselage Design verlor seinen Sinn 1973 mit Einführung schwerer Sicherheitsstoßstangen, die zwangsläufig über die Fahrzeugfront hinausragen mussten. Mit der 1974 vorgestellten nächsten Generation der Full-Size-Modelle gab Chrysler das Fuselage Design dementsprechend auf.

## Rezeption
Das Fuselage Design wurde kontrovers aufgenommen. Teilweise werden die Chrysler-Modelle der Fuselage-Ära als die schönsten Serienmodelle der 1960er-Jahre angesehen, andere halten sie für unsinnig große und klobige Autos.

## Modelle
Nach dem Fuselage Design wurden folgende Serienmodelle des Chrysler-Konzerns gestaltet:
| Marke    | Modell         | Modelljahr |
| -------- | -------------- | ---------- |
| Chrysler | Newport        | 1969–1973  |
| Chrysler | Newport Custom | 1969–1973  |
| Chrysler | Newport Royal  | 1971–1972  |
| Chrysler | New Yorker     | 1969–1973  |
| Chrysler | Town & Country | 1969–1973  |
| Chrysler | 300            | 1969–1971  |
| Chrysler | 300 Hurst      | 1970       |
| Dodge    | Polara         | 1969–1973  |
| Dodge    | Monaco         | 1969–1973  |
| Imperial | Crown          | 1969–1970  |
| Imperial | LeBaron        | 1969–1973  |
| Plymouth | Fury           | 1969–1973  |
| Plymouth | VIP            | 1969       |

Darüber hinaus ließ Chrysler bei Stageway Coaches in Forth Smith, Arkansas, von 1967 bis 1974 einige viertürige Imperial-Fahrzeuge zu Repräsentationsfahrzeugen verlängern. Sie wurden über Chryslers Händlernetz unter der Bezeichnung Crown Imperial Limousine verkauft.

## Galerie
Chrysler

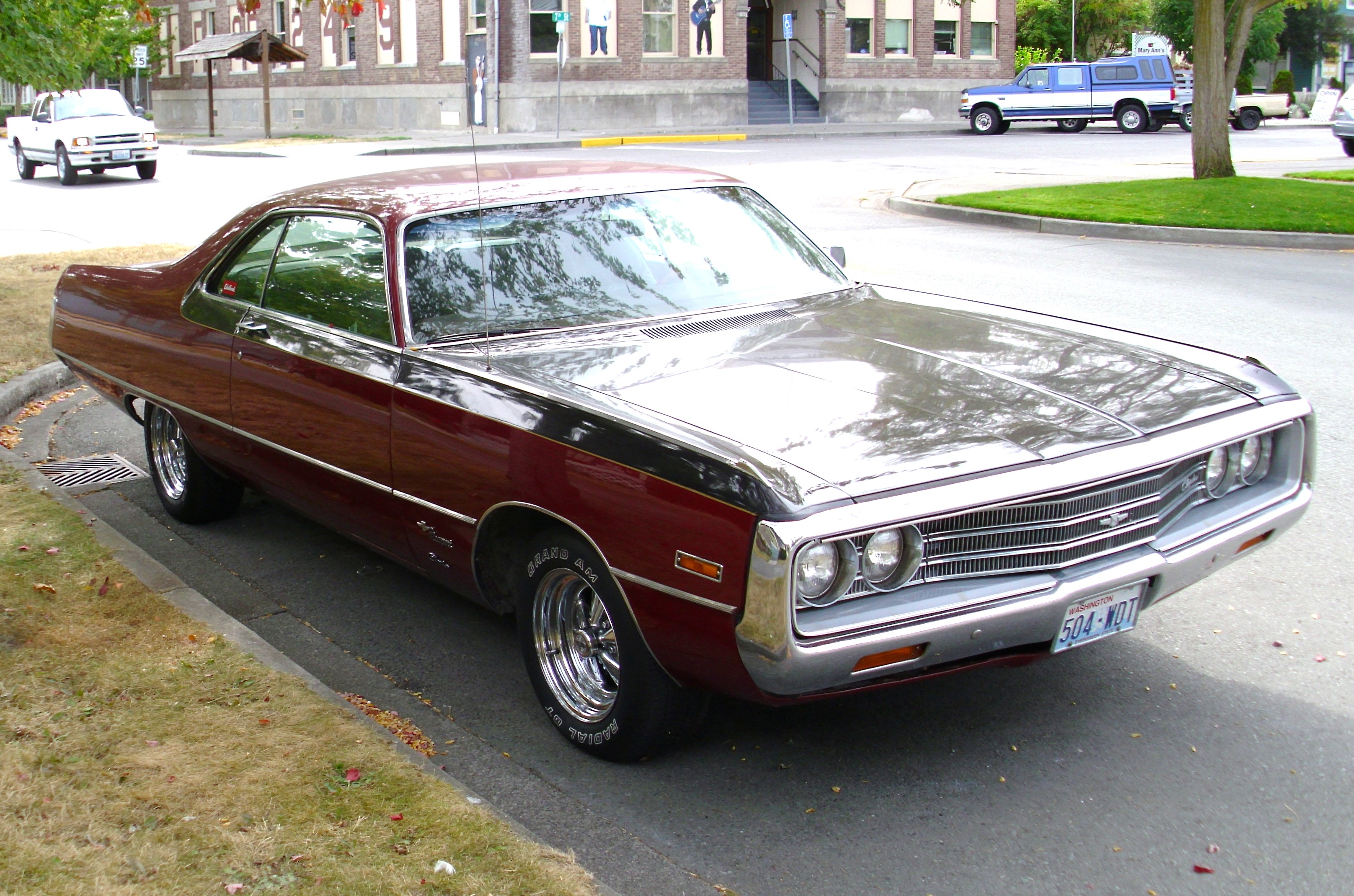
Chrysler Newport (1969)
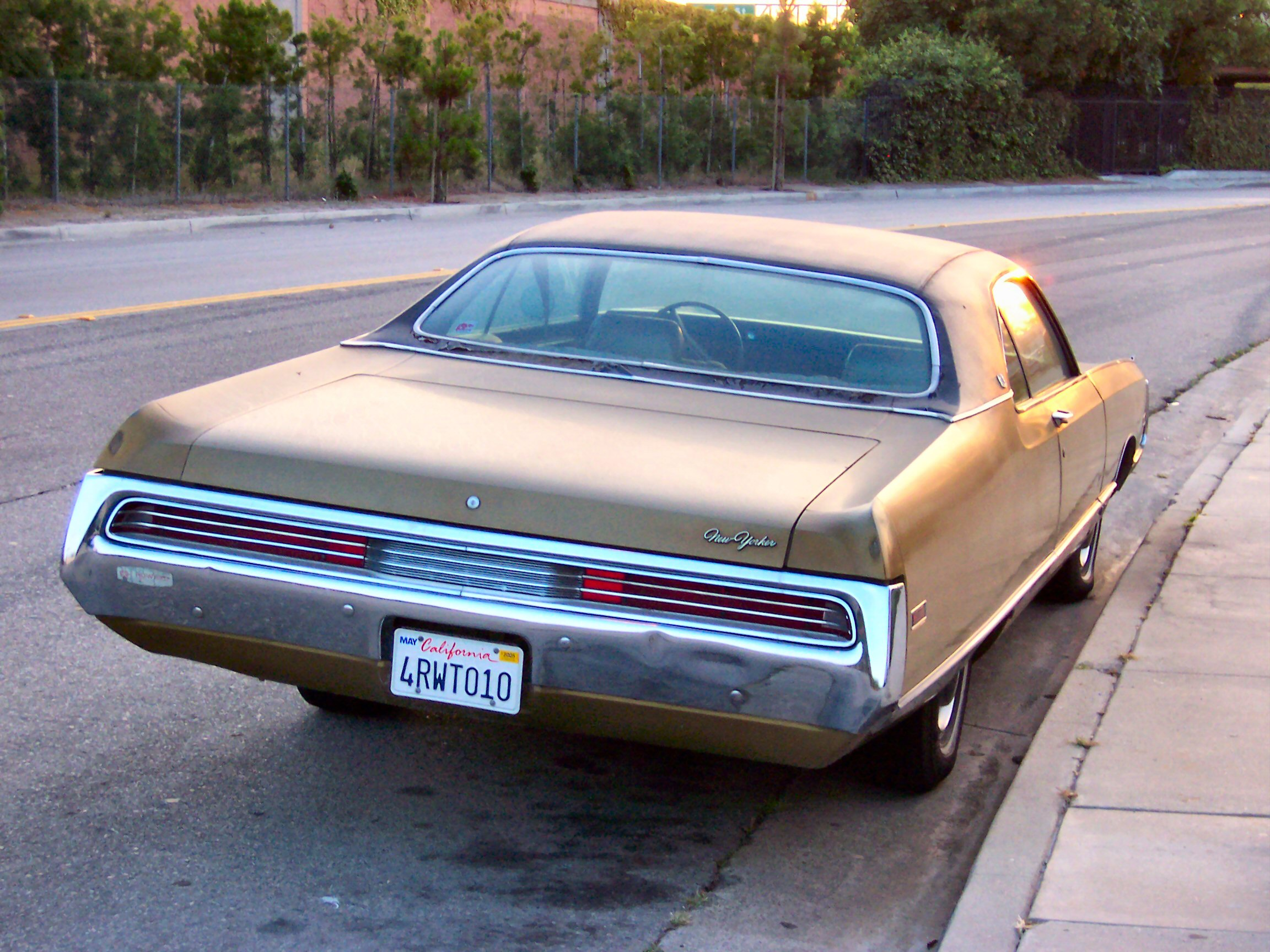
Chrysler New Yorker (1970)
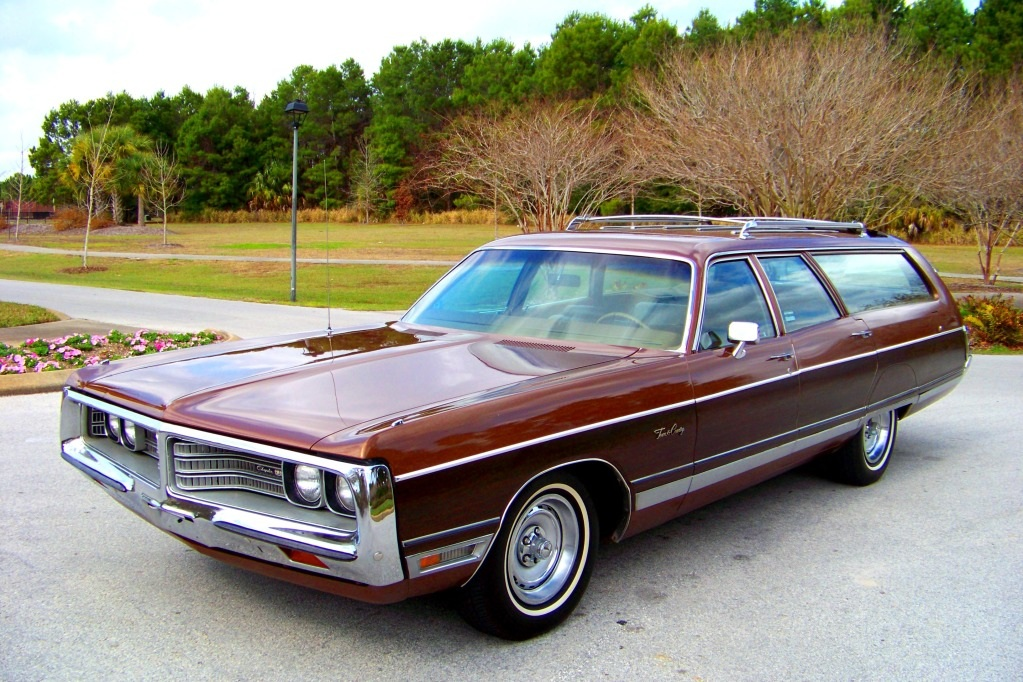
Chrysler Town & Country (1972)
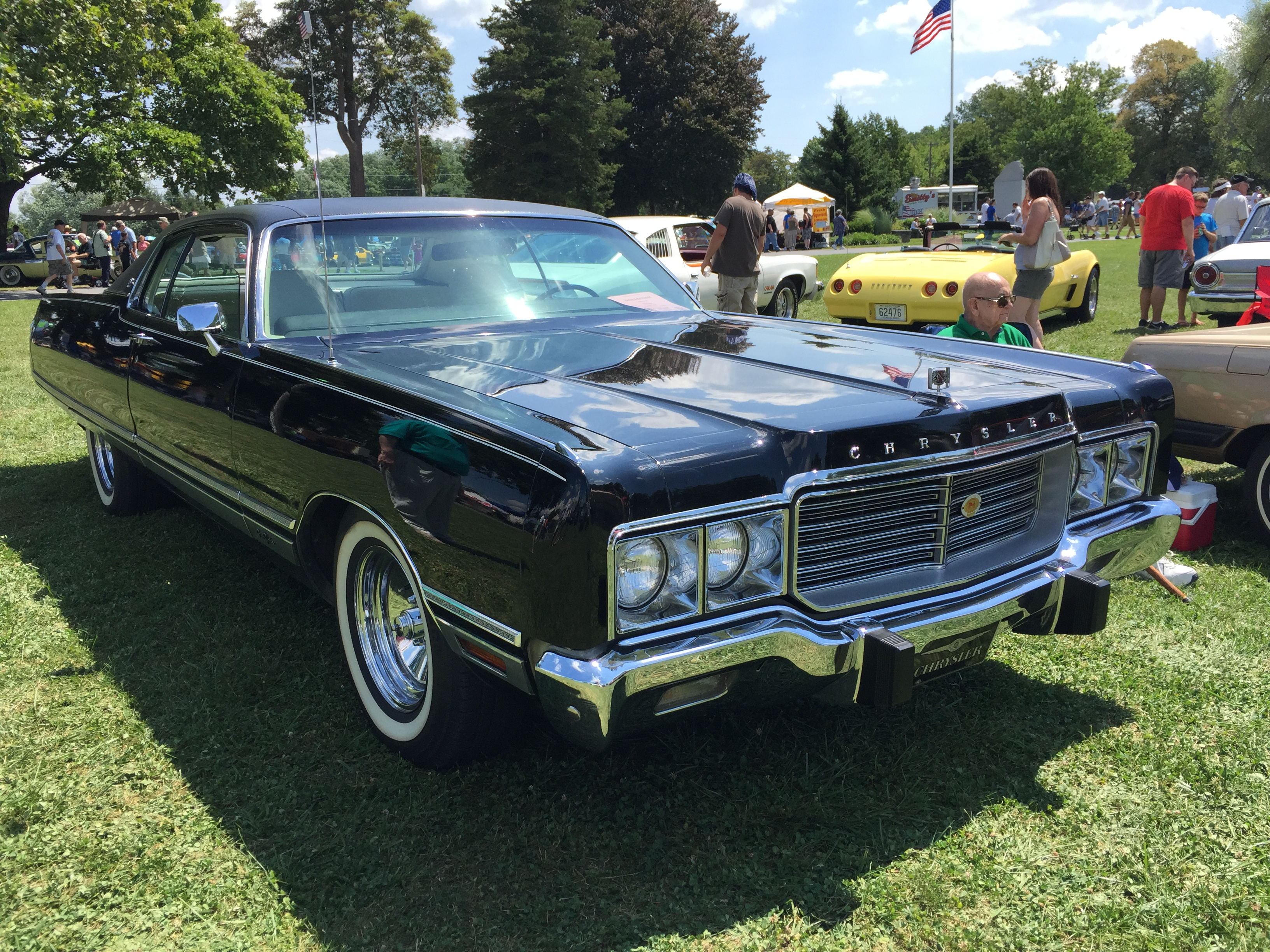
Chrysler New Yorker (1973)

Imperial

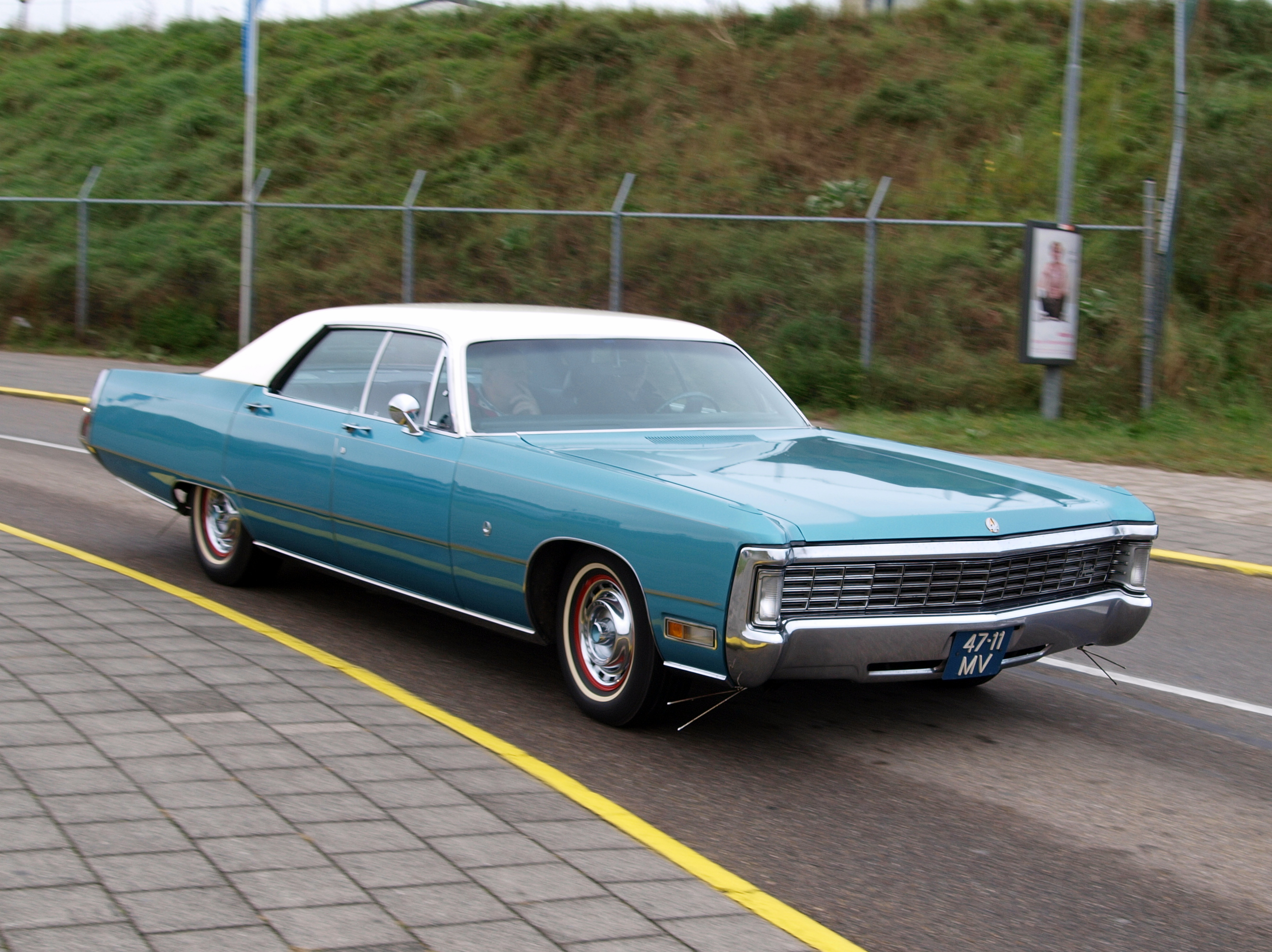
Imperial Crown (1970)
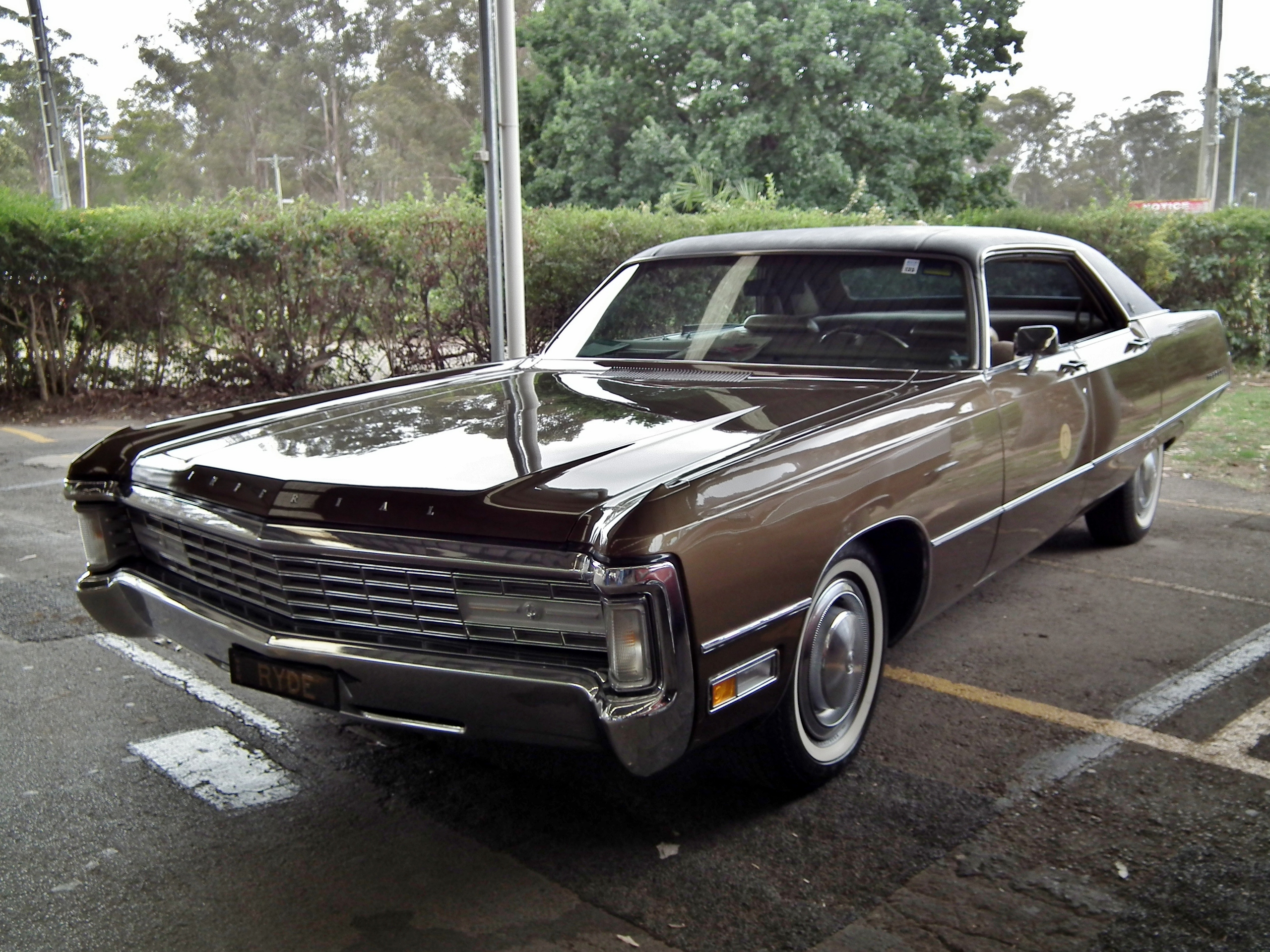
Imperial LeBaron (1971)
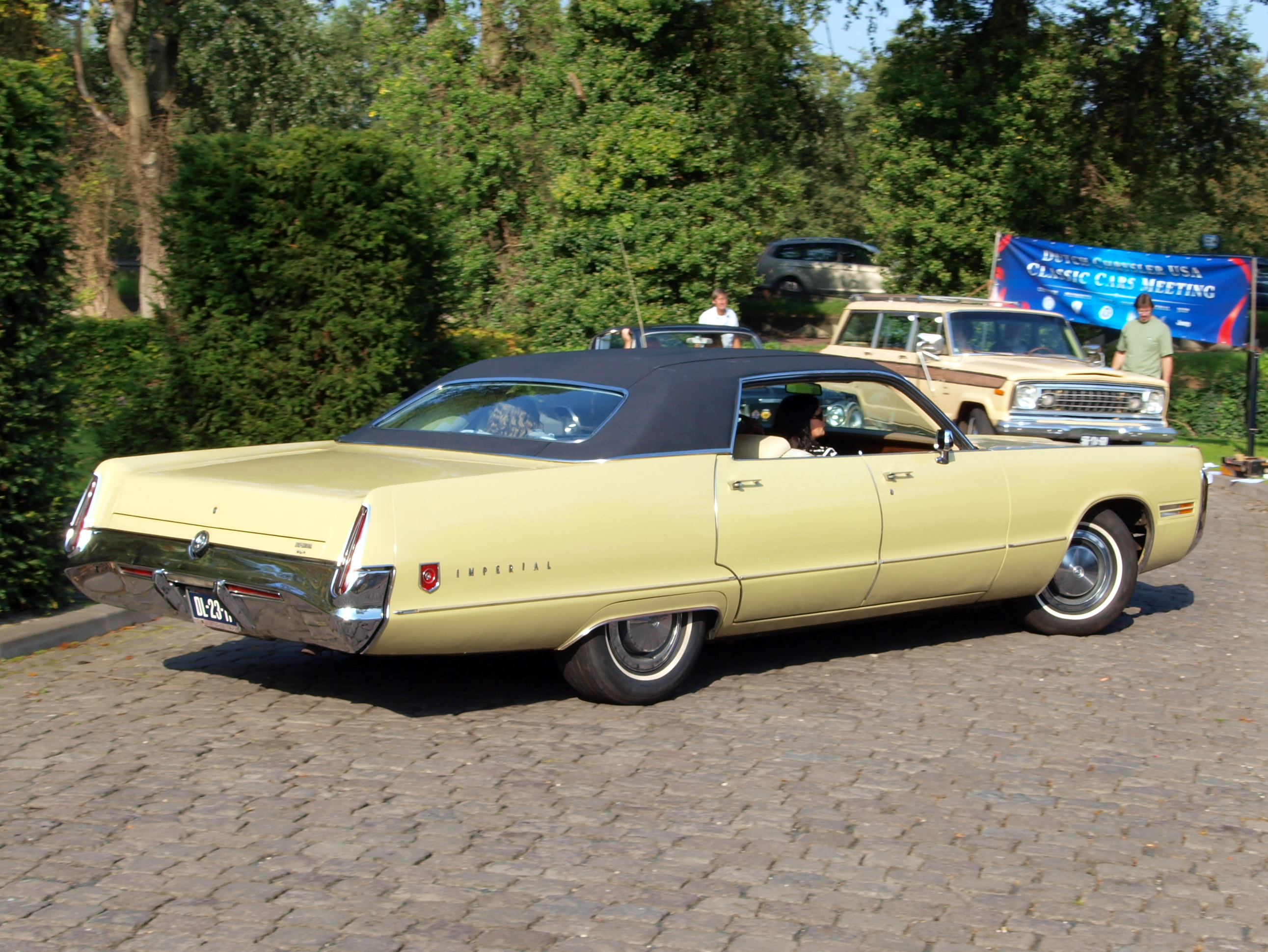
Imperial LeBaron (1972)

Dodge

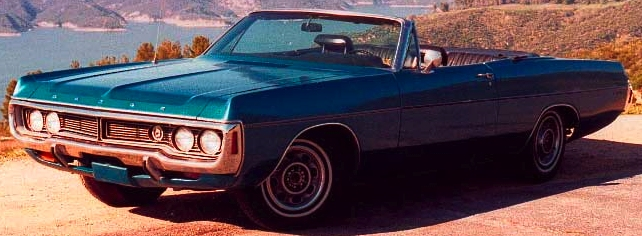
Dodge Polara Convertible (1970)
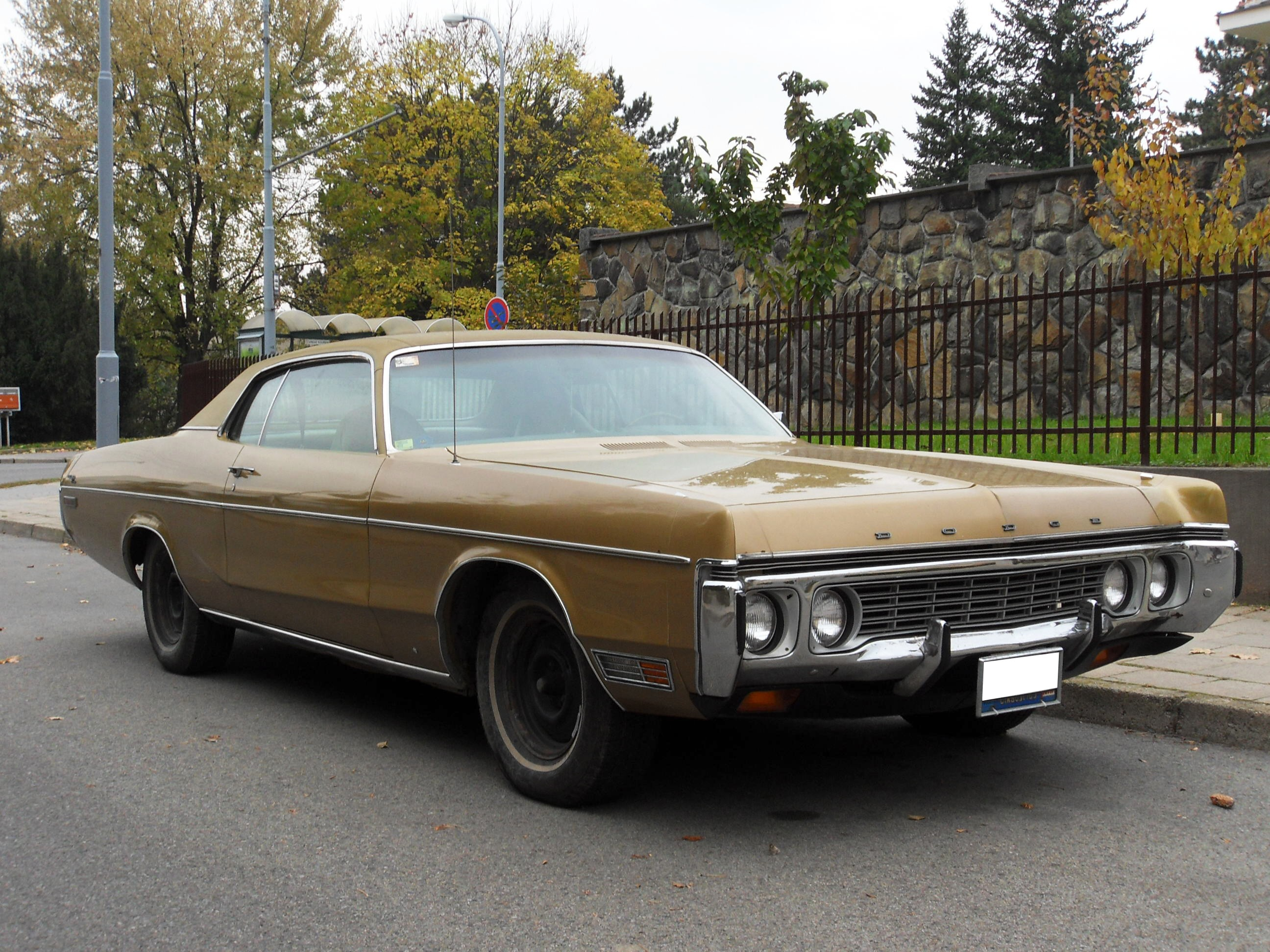
Dodge Polara (1972)
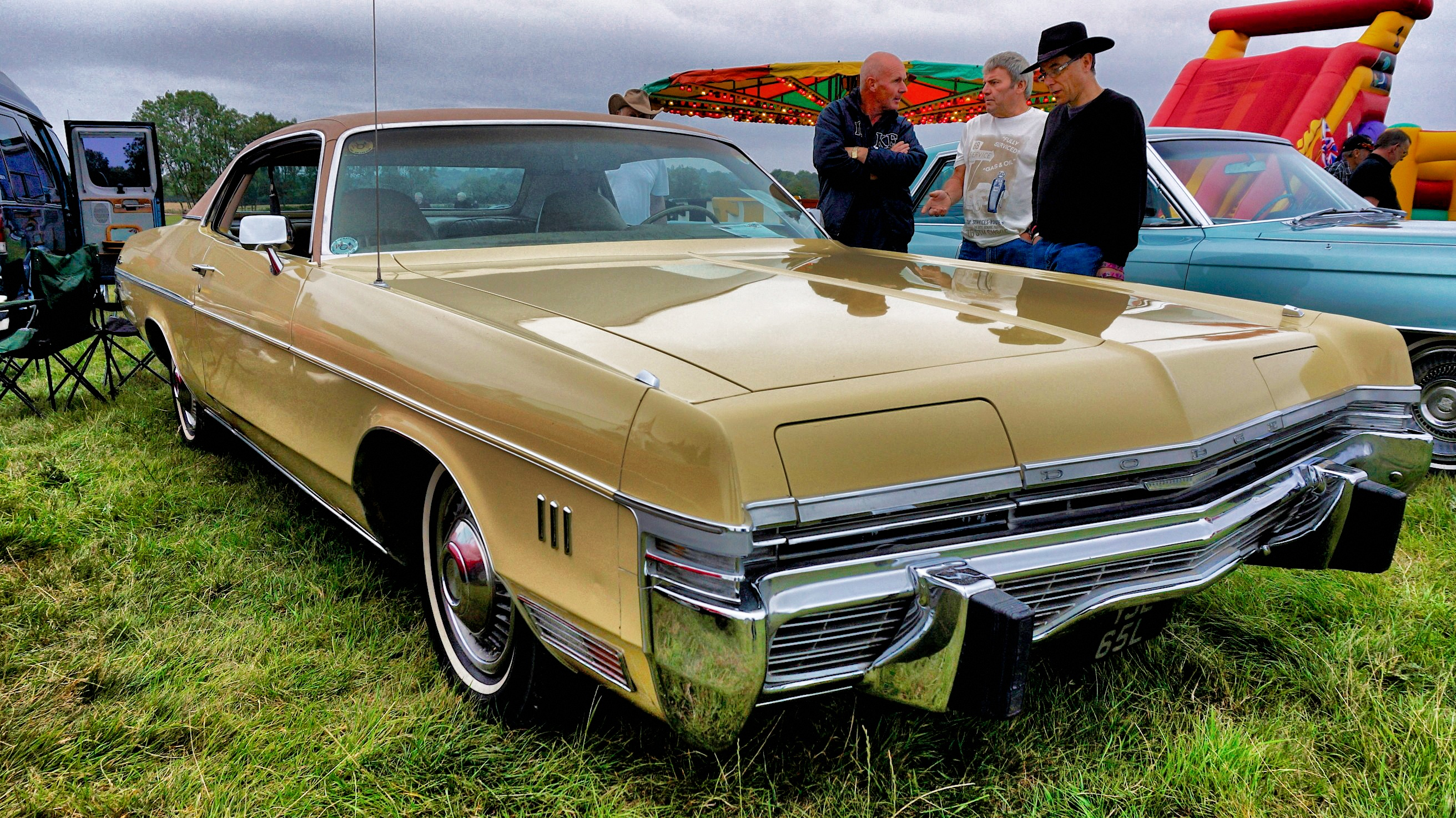
Dodge Monaco (1973)

Plymouth

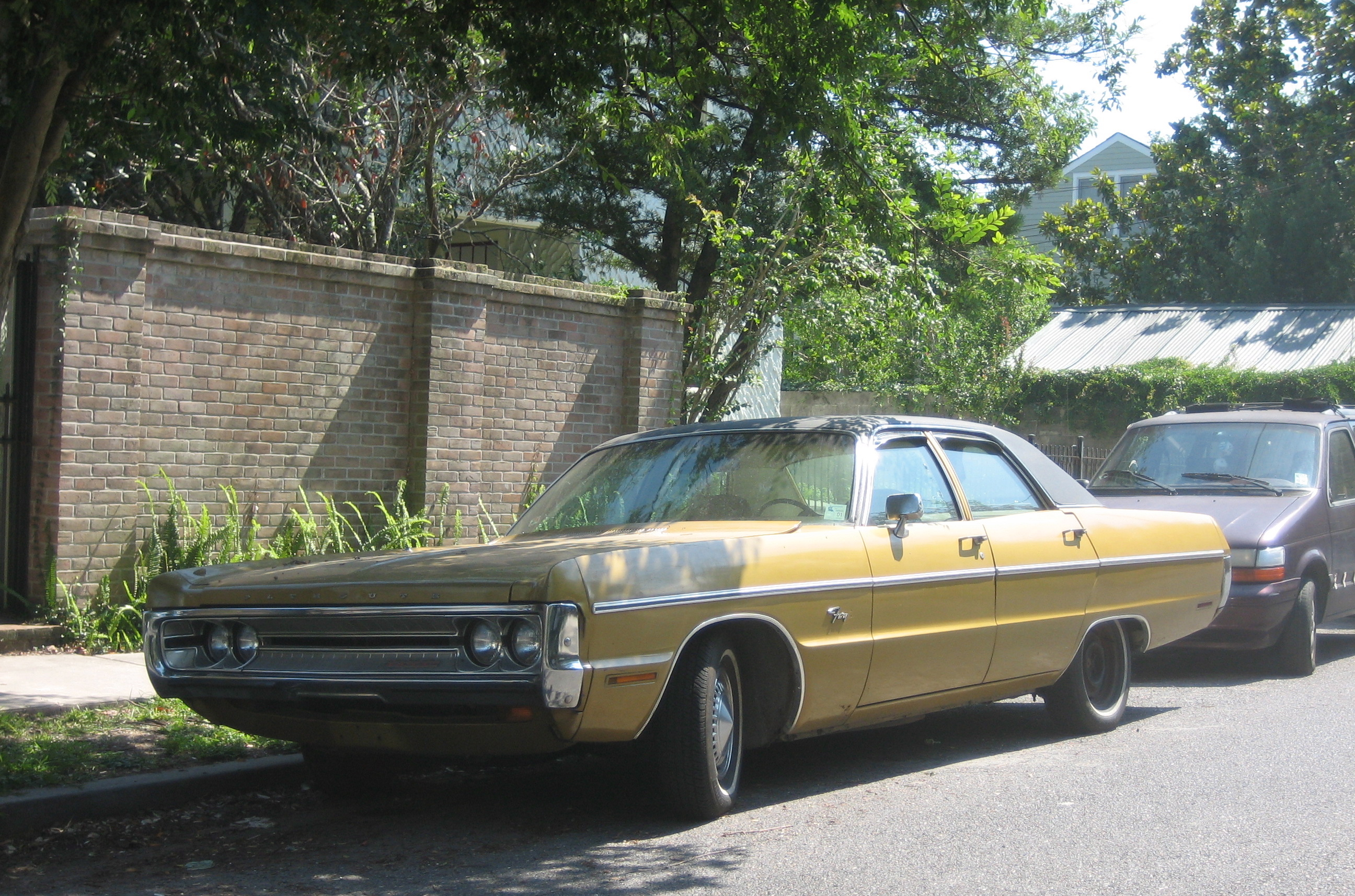
Plymouth Fury (1971)
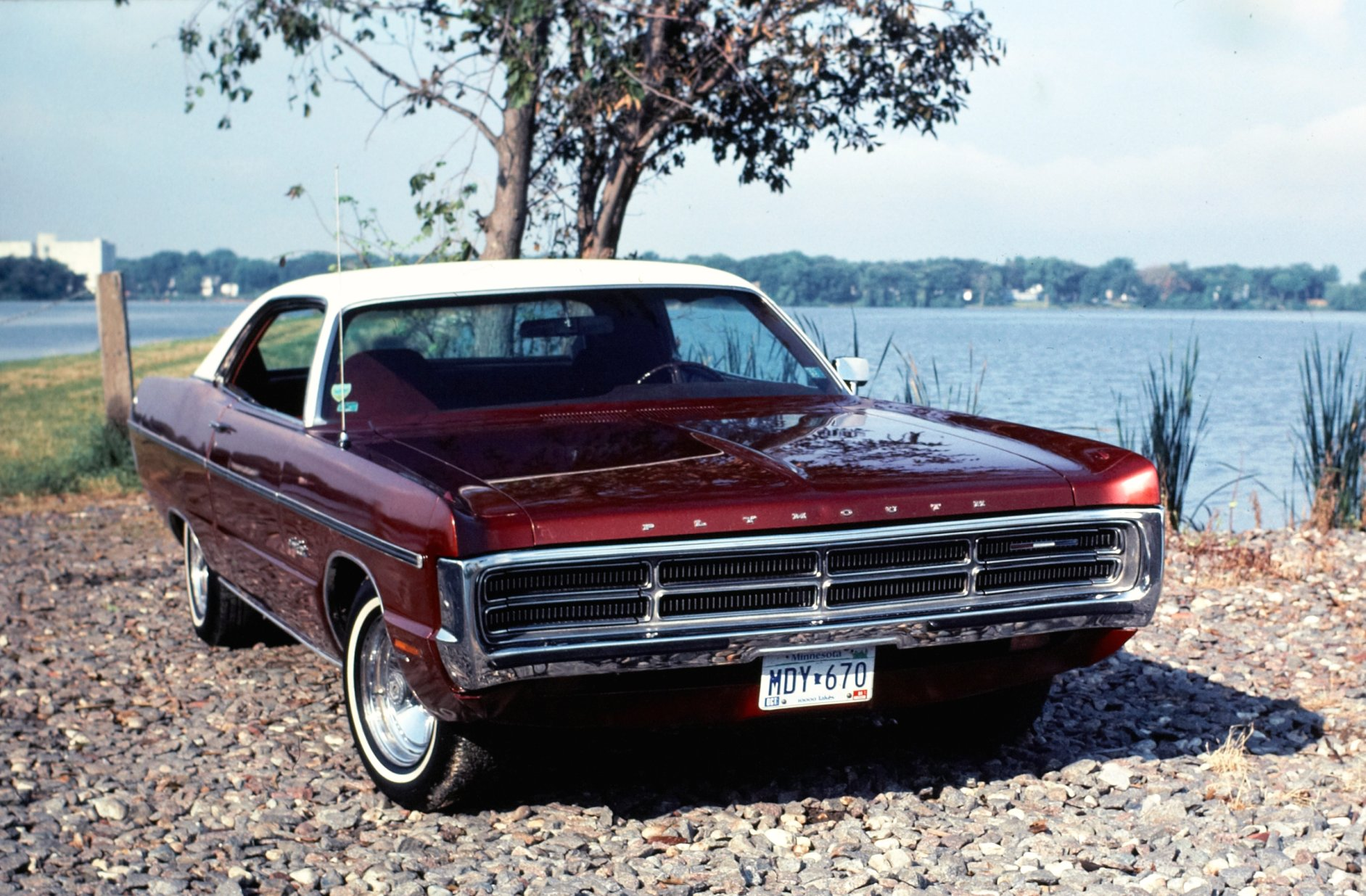
Plymouth Sport Fury (1971)
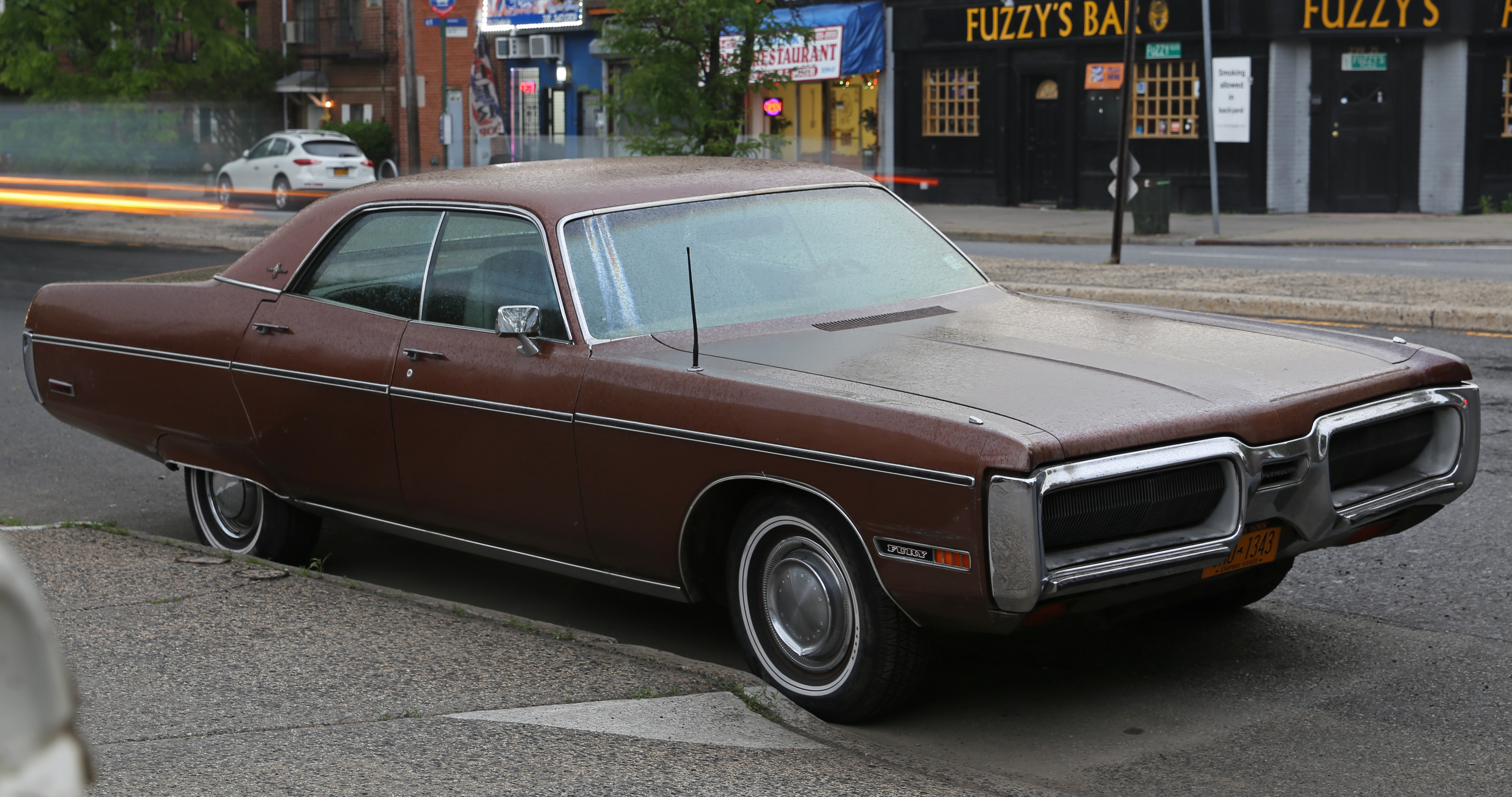
Plymouth Fury Gran Sedan (1972)